# Gowhareh
Gowhareh (persiska: گوهره) är en ort i Iran.   Den ligger i provinsen Kermanshah, i den nordvästra delen av landet, 400 km väster om huvudstaden Teheran. Gowhareh ligger 1 351 meter över havet och antalet invånare är 276.
Terrängen runt Gowhareh är varierad.Runt Gowhareh är det ganska tätbefolkat, med 124 invånare per kvadratkilometer. Närmaste större samhälle är Harsīn, 14,4 km sydost om Gowhareh. Omgivningarna runt Gowhareh är i huvudsak ett öppet busklandskap.